# Barbulifer ceuthoecus
Barbulifer ceuthoecus är en fiskart som först beskrevs av Jordan och Gilbert, 1884.  Barbulifer ceuthoecus ingår i släktet Barbulifer och familjen smörbultsfiskar. Inga underarter finns listade.